# حفيد الحاج (فلم)
حفيد الحاج هو فيلم تلفزيوني مغربي من إخراج رشيد الوالي سنة 2015، وبطولة كل من هشام الوالي، نجاة خير الله، سعاد صابر، عدنان موحجة، رشيد الوالي، محمد عاطفي، وغيرهم.

## القصة
يحكي الفيلم قصة فتاة تتزوج ابن مديرها بعد أن أرغمه والده على ذلك. تمر فترة قصيرة على الزواج ويهرب الشاب بمساعدة من والدته تاركا وراءه زوجته الحامل في أول ثمرة لزواجهما.
تتواصل الأحداث المثيرة في حياة الشاب بعد قيامه بحادثة سير تنتج عنها ضحية. يهرب الشاب لتستغل زوجته الفرصة لإطلاق حرب قضائية من أجل حيازة حضانة ابنها.

## طاقم العمل
المخرج : رشيد الوالى
المؤلف : رضا عثمان
البطولة
- هشام الوالى
- نجاة خير الله
- سعاد صابر
- عدنان موحجة
- رشيد الوالى
- محمد عاطفى[3]